# کیلن هایندز
کیلن هایندز (انگلیسی: Kaylen Hinds؛ زادهٔ ۲۸ ژانویهٔ ۱۹۹۸) بازیکن فوتبال است.
از باشگاه‌هایی که در آن بازی کرده‌است می‌توان به باشگاه فوتبال گروتر فورث اشاره کرد.
وی همچنین در تیم‌های ملی فوتبال زیر ۱۶ و ۱۷ و ۱۸ سال انگلستان بازی کرده‌است.